# Charles-Armand Trépardoux
Charles-Armand Trépardoux (Paris, 26 février 1853 - Arcueil-Cachan, 4 mai 1920) était un ingénieur français, constructeur de voitures à vapeur et pionnier de l'industrie automobile française.

## Jeunesse
Charles Trépardoux est né en 1853 au 2 rue Férou dans le 6e arrondissement. Son père l'a encouragé à poursuivre une carrière technique; de 1868 à 1871, il fréquente l'École impériale des arts et métiers d'Angers, dont il sort ingénieur. Il fit son service militaire pendant la guerre franco-prussienne dans un régiment de pionniers et fut honorablement démobilisé en 1873. Il travaille ensuite comme dessinateur technique à Paris. En 1877, il épouse Marie Joly, mais sa femme décède quelques mois après le mariage.

## Georges Bouton et le comte de Dion
À cette époque, Trépardoux habitait rue de Clignancourt à Paris 18e arrondissement. Il y fait la connaissance de Georges Bouton, mécanicien habitant le même quartier. Ensemble, ils ouvrent un atelier d'appareils physiques et d'appareils de haute précision au passage Léon, près de la rue de La Chapelle au 18e arrondissement. Pour élargir la gamme, son atelier prend également des commandes de maquettes de bateaux et de trains à vapeur pour le magasin Giroux du boulevard des Italiens. En 1879, Trépardoux épouse la sœur cadette de Bouton Eugène Ernestine (1854-1890).
Bien que son travail soit capable de subvenir aux besoins de ses deux familles, son rêve de construire sa propre machine à vapeur ne peut être financé avec lui. Néanmoins, ils travaillent à la mise au point d'une chaudière qui devrait convenir à un véhicule à vapeur léger. Fin 1881, le comte Albert Jules de Dion la remarque est très impressionné par une maquette de machine à vapeur qu'il voit dans la vitrine de la boutique Giroux . Il prend contact avec les constructeurs et accepte de financer le projet de la chaudière. Les trois fondent la société Trépardoux et Cie, ingénieurs-constructeurs. Le nom vient du fait que seul Trépardoux a complété un diplôme d'ingénieur.

## Établissements De Dion, Bouton & Trépardoux

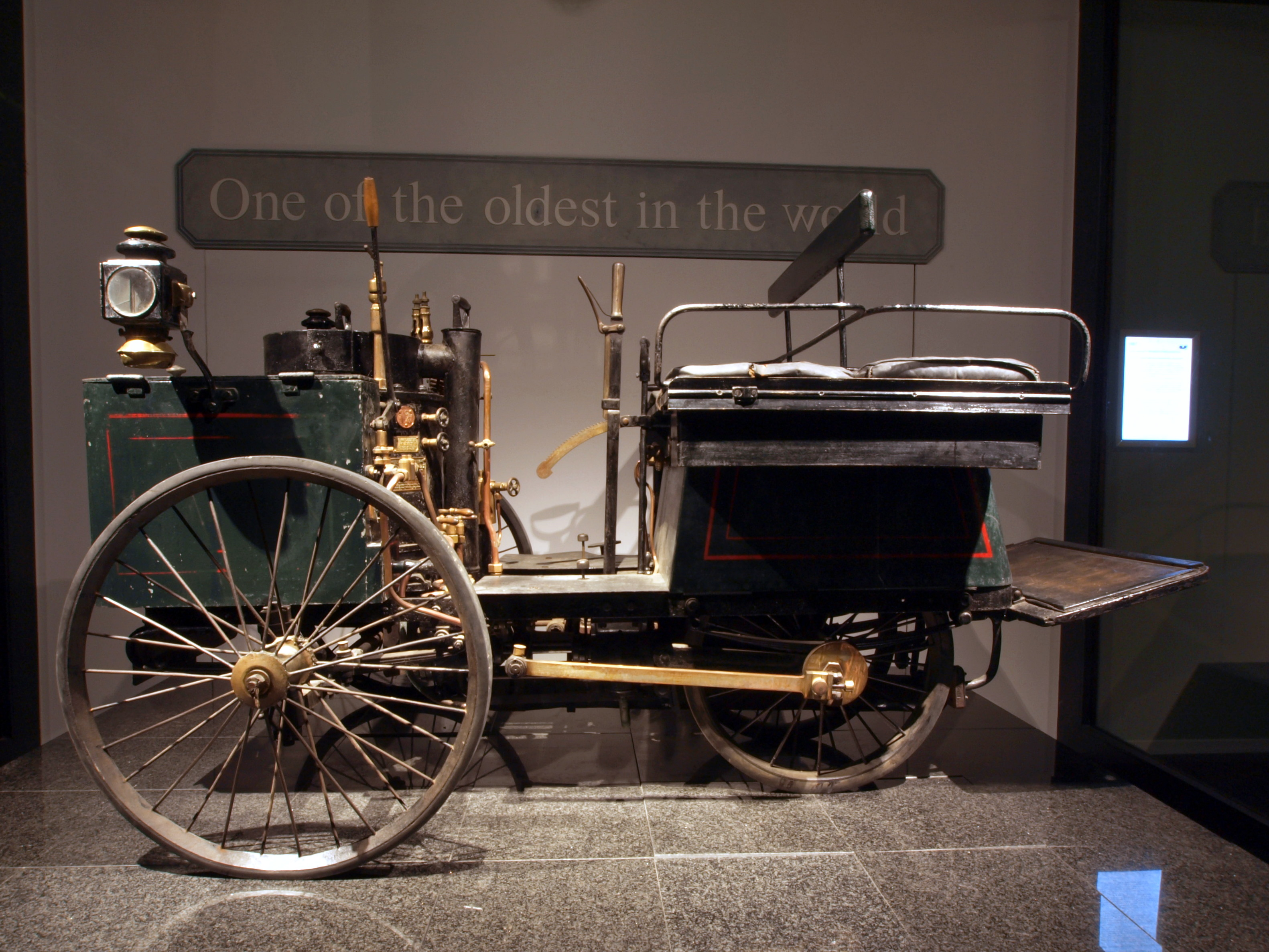
Quad à vapeur de Dion et Bouton (1887)

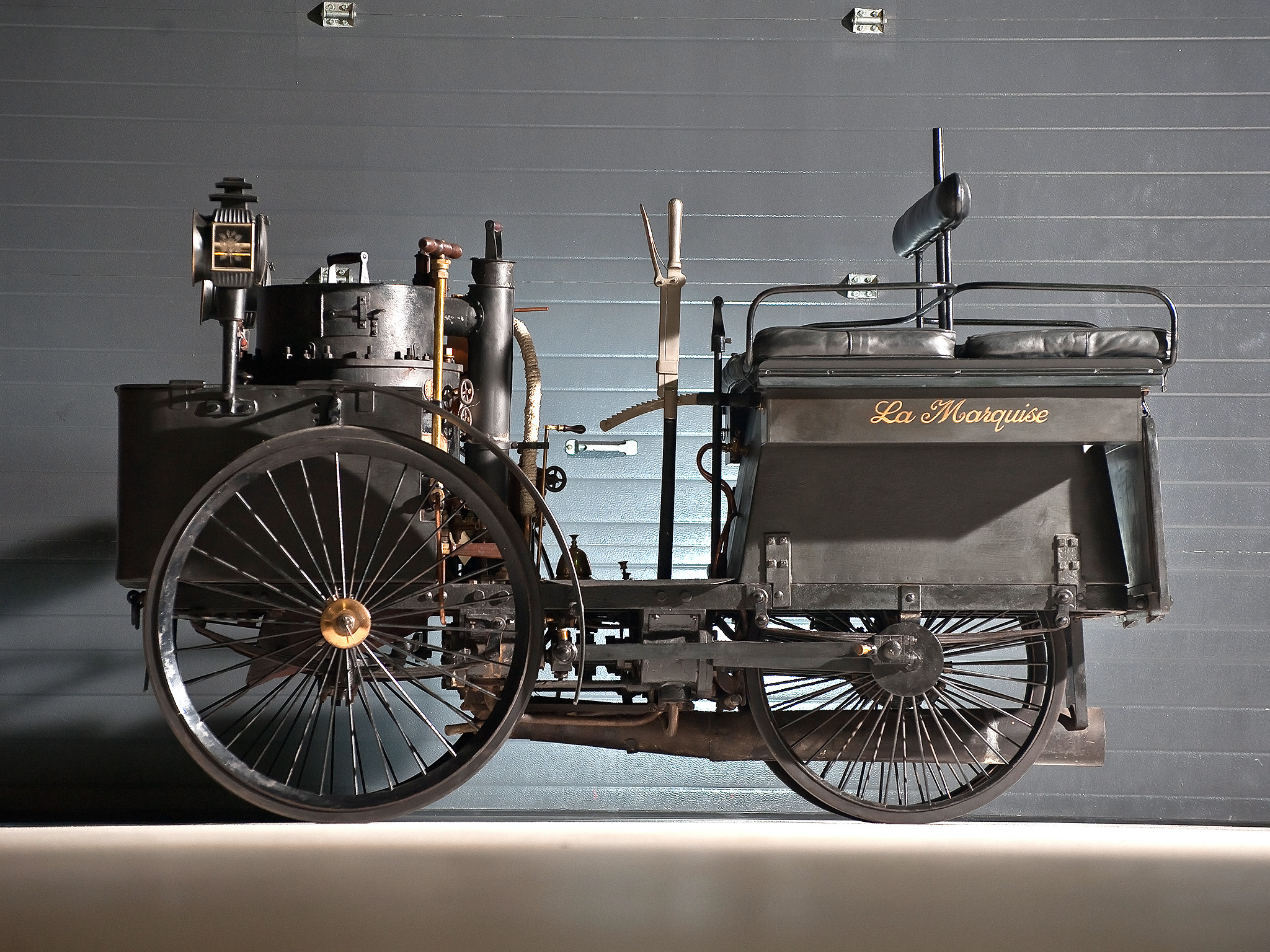
La Marquise de De Dion, Bouton & Trépardoux (1887

Leur chaudière à vapeur est brevetée et installée sur les bateaux et yachts de plaisance sur la Seine. En 1884 l'entreprise s'installe à Puteaux, en 1887 elle est rebaptisée De Dion, Bouton & Trépardoux. En 1888, Trépardoux est élu au conseil municipal de Puteaux, où il préside la commission des transports. À ce poste, il conduit le prolongement du tramway de la Porte Maillot dans le 16e arrondissement de Paris jusqu'à Marly-le-Roi. En tant qu'adjoint au maire, il participe plus tard à la construction d'un pont près de Puteaux.
Sa femme Eugénie meurt en couches en 1890 en donnant naissance à leur deuxième enfant. Trépardoux évolue et se réconcilie de moins en moins avec le développement de l'entreprise que le Comte de Dion promeut : de la machine à vapeur vers le véhicule à essence. Néanmoins, il réalisa l'essentiel des travaux sur un nouveau type d'essieu arrière, qui fut breveté en 1893. Connu aujourd'hui sous le nom d' essieu De Dion, il a fait ses débuts sur la dernière génération de wagons à vapeur de l'entreprise. Il a également été installé dans la Voiturette de 1899 et la plupart des voitures particulières de la marque par la suite.
En 1889, le comte rédige les premières esquisses d'un moteur à combustion. Trépardoux s'y oppose formellement : "Travailler sur le moteur thermique, c'est travailler contre la vapeur, travailler contre soi-même." Il semble pendant un moment qu'il peut réellement retarder le moteur. Un bureau d'études externe est alors mandaté. En 1893, Georges Bouton reprend le développement et réalise le premier prototype.
Lorsque le comte a annoncé son intention de se passer complètement de la vapeur à l'avenir, il y a eu une dispute avec Trépardoux, qui considérait le moteur à combustion interne comme suffisamment peu fiable pour tout le reste. Pas plus tard qu'en 1893, il y eut une scission de la colère qui, selon certaines sources, était si grave que le comte alors non seulement effaça le portrait de Trépardoux des clichés de tous les documents d'impression, mais même les plus anciens dans les archives, sur les images d'usine et sur les plaques de laiton sur les machines ont fait enlever les raisons sociales De Dion, Bouton & Trépardoux. La marque, désormais appelée De Dion-Bouton, livre les derniers véhicules utilitaires à moteur à vapeur en 1904.

## Les années suivantes
Trépardoux contracta plus tard un troisième mariage avec Héloïse Godot et s'installa au 36 rue de Paris à Colombes . Il était principalement préoccupé par les applications possibles de sa chaudière à vapeur légère. En 1896, il dépose à nouveau des brevets. Il est possible que le comte de Dion enragé ait plus tard utilisé son influence pour nuire à Trépardoux. Quoi qu'il en soit, il capitule, désormais aigri, et s'installe en 1902 dans la propriété de son beau-frère à Saint-Aubin-les-Forges dans la Nièvre . Il meurt à Arcueil-Cachan le 4 mai 1920 .

## Littérature
- (en) Anthony Bird: De Dion Bouton – First automobile Giant. (Ballantine's Illustrated History of the Car marque book No 6). Ballantine Books, New York 1971  (ISBN 0-345-02322-6).
- (en) Anthony Bird: The single-cylinder De Dion Boutons. (Profile Publications Nr. 25). Profile Publications, Surrey, England 1966 (OCLC 46354890).
- (fr) Jacques Rousseau: Guide de l'Automobile française, Éditions Solar, Paris (1988)  (ISBN 2-263-01105-6) Hardcover
- (en) Richard J. Evans: Steam Cars (Shire Album). Shire Publications, 1985  (ISBN 0-85263-774-8).
- (en) Anthony Bird, Edward Douglas-Scott Montagu of Beaulieu: Steam Cars, 1770–1970. Littlehampton Book, 1971  (ISBN 0-304-93707-X).
- (en) Floyd Clymer, Harry W. Gahagan:  Floyd Clymer's Steam Car Scrapbook. Literary Licensing, 2012  (ISBN 978-1-258-42699-6).
- (en) John Headfield: American Steam-Car Pioneers: A Scrapbook. 1. Auflage. Newcomen Society in North, 1984  (ISBN 99940-65-90-4).

## Sites Web
- (fr) Biographie de Charles-Armand Trépardoux par la Fondation Arts et Métiers
- (fr) Histoire De Dion et Bouton sur gazoline.net
- (fr + en) Amicale De Dion-Bouton; Brand Club
- (en) La Marquise de 1884 sur conceptcarz.com (englisch)